# Chironomus yoshimatsui
Chironomus yoshimatsui es una especie de quironómido nematócero perteneciente al género Chironomus, categorizada en la tribu Chironomini, de la subfamilia Chironominae. Fue descrita por Martin y Sublette en 1972.

## Distribución
Se distribuye por el continente asiático, principalmente en los países de Corea y Japón.

## Hábitat
Chironomus yoshimatsui suele habitar en diversidad de sistemas de flujos acuáticos como ríos. Además ha sido reportado en alcantarillas.